# Magister (konwencja)
Magister lub Konwencja PRO - (akronim od "Pytający Rebid Odpowiadającego") - popularna w Polsce brydżowa konwencja licytacyjna. Polega na zalicytowaniu rebidu 2♣️️ przez gracza, który w pierwszym okrążeniu odpowiedział kolorem starszym. Odzywka pozwala zdobyć więcej informacji o sile i układzie ręki otwierającego. Pozwala uzgodnić fit 3-5 w kolorze starszym. W wersji polskiej konwencja opracowana została przez Jana Blajdę i Andrzeja Cichonia. 
Alternatywą dla magistra jest konwencja dwa checkbacki. W systemach zachodnich w miejsce magistra używa się konwencji takich jak new minor forcing i checkback Stayman.   

## Opis
Odpowiadający używa magistra jeżeli w pierwszym okrążeniu odpowiedział kolorem starszym w sekwencjach takich jak 
1♣️️ - 1♥️️
1BA - 2♣️️!
lub
1♣️️ - 1♥️️
1♠️️ - 2♣️️!
Znaczenie konwencji to: 
a) sign-off na treflach z 7-10 PC i pięcioma lub sześcioma treflami lub
b) inwit do dogranej z 10-12 PC i piątką w kolorze starszym lub
c) forsing do dogranej.
W ostatnim przypadku konwencja pozwala znaleźć najlepszą końcówkę i ocenić szanse na szlema lub szlemika. 
Możliwe rebidy otwierającego to:
- 2♦️ - minimum (12-13 pkt.) bez 3-kartowego fitu w kolorze partnera[1].
- 2 w kolor partnera - minimum z 3-kartowym fitem[1].
- 2 w drugi kolor starszy - maksimum (13-14 pkt.) z fitem 3-kartowym[1].
- 2BA - maksimum bez fitu 3-kartowego[1].

## Przykłady
a) 
1♥️️ - 1♠️️
1BA - 2♣️️!
b) 
W licytacji 
1♦️ - 1♥️️
1♠️️ - 2♣️️
2♣️️ nie jest magistrem lecz forsującym czwartym kolorem.
c) 
1♣️️ - 1♠️️
1BA - 2♣️️
2♠️️ - 3♣️️
jest sign-offem na treflach. Odpowiadający ma 7-10 PC i 5 lub 6 trefli.